# Tall el-Hammam
Tall el-Hammam est le site archéologique d'une ancienne ville de l'Âge du bronze située en Jordanie, dans la vallée du Jourdain, près de la Mer Morte. Certains chercheurs avancent qu'elle aurait été détruite par l'explosion d'une météorite de type Toungouska, mais cette conclusion est contestée.

## Historique des fouilles
Depuis 2005, des fouilles archéologiques sont menées par une équipe américaine à Tall el-Hammam, une ancienne ville fortifiée située dans le sud de la vallée du Jourdain, au nord-est de la mer Morte. Les ruines sont situées dans une partie de la vallée du Jourdain connue sous le nom de Ghor moyen, à l'extrémité sud de la vallée qui relie le lac de Tibériade, en Israël, à environ 200 m au-dessous du niveau de la mer, et la mer Morte à −415 m.

## Une explosion cosmique
L'équipe de fouilles aurait accumulé des éléments de preuve indiquant que vers 1600 av. J.-C., une explosion cosmique aurait détruit Tall el-Hammam, une ville de l'Âge du bronze. Cette explosion aurait été plus puissante que celle du 30 juin 1908 au-dessus de la Toungouska, en Sibérie, où une météorite d'environ 50 mètres de diamètre a explosé avec une énergie environ 1 000 fois supérieure à celle de la bombe atomique d'Hiroshima.
Une couche riche en carbone et en cendres d'environ 1,5 m d'épaisseur, qui s'étend sur toute la ville, contient des concentrations maximales de quartz, de poterie et de briques de boue fondues, de carbone semblable à du diamant, de suie, de sphérules riches en fer et en silicium, de sphérules provenant de plâtre fondu et de platine, d'iridium, de nickel, d'or, d'argent, de zircon, de chromite et de quartz fondus.
Les expériences de chauffage indiquent que les températures auraient dépassé 2 000 °C. Au milieu de la dévastation de la ville, l'explosion a démoli plus de 12 m du complexe du palais de 4 à 5 étages et le rempart massif de briques de boue de 4 m d'épaisseur, tout en provoquant une désarticulation extrême et une fragmentation du squelette chez les humains situés à proximité.
Un afflux de sel (~ 4 % en masse) lié à une explosion aérienne a produit une hyper-salinité, inhibé l'agriculture et provoqué l'abandon, pendant environ 300 à 600 ans, d'environ 120 établissements régionaux dans un rayon de plus de 25 km.  

## Analyse
Tall el-Hammam serait la deuxième plus ancienne ville détruite par une explosion ou un impact cosmique, après Tell Abu Hureyra, en Syrie, et peut-être le plus ancien site dont la tradition orale ait été plus tard consignée par écrit (dans la Genèse). Les explosions aériennes de type Toungouska peuvent dévaster des régions entières et constituent donc un grave danger pour la population.
Tall el-Hammam pourrait être la ville biblique de Sodome. Les chercheurs de l'Université de Californie à Santa Barbara précisent qu'il « n'y a aucune preuve scientifique que cette ville détruite soit bien la Sodome de l'Ancien Testament », mais que la catastrophe a pu servir de point de départ à une tradition orale ayant pu inspirer les récits bibliques de la destruction de Sodome et Gomorrhe.

## Controverse
L'article publié dans la revue Nature en 2021, qui expose la théorie de la destruction de la ville par une explosion cosmique, est fortement contesté. Une seconde étude, publiée en 2022 dans la même revue; remet en cause les preuves géologiques de l'explosion. Les auteurs de la première étude avaient publié un mois plus tôt une version de leur article corrigée de quelques erreurs matérielles.